# Vaux-Lavalette
Vaux-Lavalette ist eine Gemeinde mit 79 Einwohnern (Stand 1. Januar 2022) im Süden des westfranzösischen Départements Charente in der Region Nouvelle-Aquitaine.

## Lage
Vaux-Lavalette liegt in einer Höhe von etwa 150 Metern ü. d. M. etwa 32 Kilometer (Fahrtstrecke) südlich von Angoulême auf dem rechten Ufer der Lizonne in der alten Kulturlandschaft des Angoumois im Gebiet der Charente nahe der Grenze zum Périgord.

## Bevölkerungsentwicklung
| Jahr      | 1962 | 1968 | 1975 | 1982 | 1990 | 1999 | 2006 | 2016 |
| Einwohner | 151  | 131  | 96   | 101  | 106  | 90   | 89   | 99   |

In der ersten Hälfte des 19. Jahrhunderts hatte die Gemeinde konstant um die 300 Einwohner; infolge der Reblauskrise im Weinbau und der Mechanisierung der Landwirtschaft sank die Einwohnerzahl danach kontinuierlich auf die derzeitigen Tiefststände ab.

## Wirtschaft
Die Einwohner der Gemeinde lebten jahrhundertelang als Selbstversorger von der Landwirtschaft; heutzutage gehören die Böden der Gemeinde zu den Bons Bois des Weinbaugebietes Cognac, doch sind die Absätze von teuren Weinbränden als auch von Wein in den letzten Jahrzehnten eher rückläufig, so dass der Weinbau in der Region keine bedeutende Rolle mehr spielt. Einnahmen aus dem Tourismus, insbesondere der Vermietung von Ferienwohnungen (gîtes), sind dagegen seit den 1960er Jahren als Einnahmequelle hinzugekommen.

## Sehenswürdigkeiten

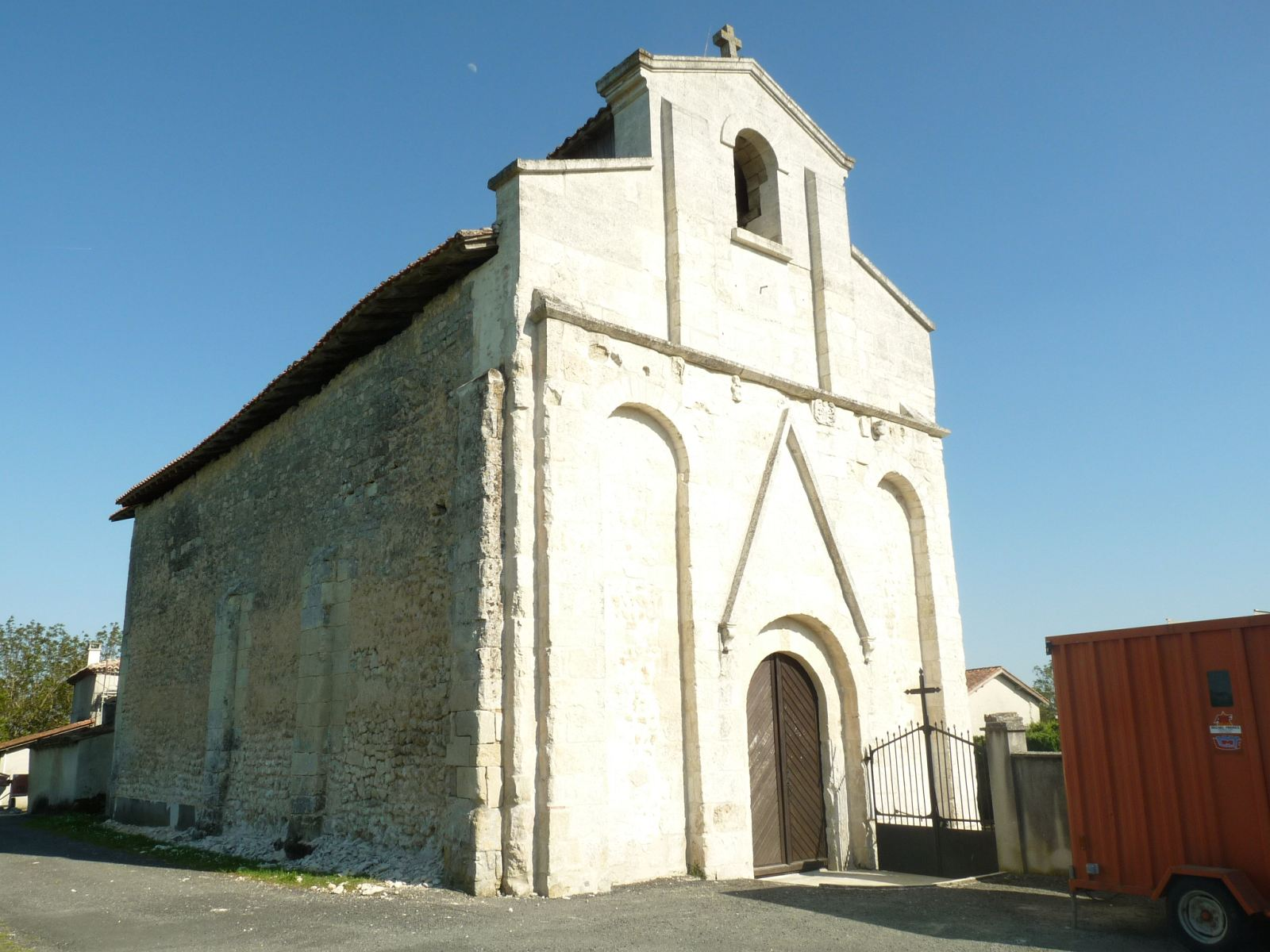
Kirche Sainte-Blaise

Die kleine – mit Ausnahme der Fassade weitgehend aus Bruchsteinen errichtete – Pfarrkirche Sainte-Blaise ist ein schlichter romanischer Bau des 12. Jahrhunderts mit einer ungewöhnlichen Fassadengestaltung: Das schmucklose Mittelportal wird von einem dreieckigen und auf zwei Konsolen aufruhendem Blendgiebel überhöht; seitlich davon befinden sich zwei hochgezogene schlanke Blendarkaden. Über der Portalzone verläuft ein – nur noch in Teilen erhaltener – Konsolenfries. Die in das Giebelfeld integrierte Glockenstube scheint eine Hinzufügung des 18. Jahrhunderts zu sein. Das Kirchenschiff wird nur durch zwei Fenster auf der Südseite belichtet und von einem offenen Dachstuhl überdeckt.